# 甲磺酸镍
甲磺酸镍是镍的甲磺酸盐，化学式为Ni(CH3SO3)2。它可由一氧化镍（或碱式碳酸镍）和甲磺酸在水溶液中反应得到，过滤去过量的氧化镍后，从溶液中可以结晶出六水合物[Ni(H2O)6](CH3SO3)2。它和2,2'-联吡啶、一氧化碳在四丁基四氟硼酸铵的存在下于DMF中发生电化学还原（电流0.2 A）反应，可以得到Ni(CO)2bpy。它在483 °C分解，产物为一氧化镍。